# Брайтон (Нью-Йорк)
Брайтон (англ. Brighton) — місто (англ. town) в США, в окрузі Франклін штату Нью-Йорк. Населення — 1174 особи (2020). Місто розташоване на території парку Adirondack Park.
Місто назване на честь англійського міста Брайтон. У місті в громаді Поля Сміта є коледж Поля Сміта (англ. Paul Smith's College).

## Демографія
Згідно з переписом 2010 року, у місті мешкало 1435 осіб у 332 домогосподарствах у складі 218 родин. Було 801 помешкання
Расовий склад населення:
| - 95,3 % — білих - 1,9 % — чорних або афроамериканців - 0,8 % — азіатів - 0,4 % — корінних американців - 0,1 % — вихідців з тихоокеанських островів |

До двох чи більше рас належало 1,0 %. Частка іспаномовних становила 1,6 % від усіх жителів.
За віковим діапазоном населення розподілялося таким чином: 11,4 % — особи молодші 18 років, 80,7 % — особи у віці 18—64 років, 7,9 % — особи у віці 65 років та старші. Медіана віку мешканця становила 21,4 року. На 100 осіб жіночої статі у місті припадало 146,1 чоловіків; на 100 жінок у віці від 18 років та старших — 162,8 чоловіків також старших 18 років.
Середній дохід на одне домашнє господарство становив 70 040 доларів США (медіана — 56 042), а середній дохід на одну сім'ю — 82 371 долар (медіана — 72 411). Медіана доходів становила 40 000 доларів для чоловіків та 37 885 доларів для жінок. За межею бідності перебувало 13,0 % осіб, у тому числі 2,2 % дітей у віці до 18 років та 15,4 % осіб у віці 65 років та старших.
Цивільне працевлаштоване населення становило 776 осіб. Основні галузі зайнятості: освіта, охорона здоров'я та соціальна допомога — 46,8 %, мистецтво, розваги та відпочинок — 13,3 %, роздрібна торгівля — 9,0 %, науковці, спеціалісти, менеджери — 7,3 %.